# Wien-Raaber-Bahn

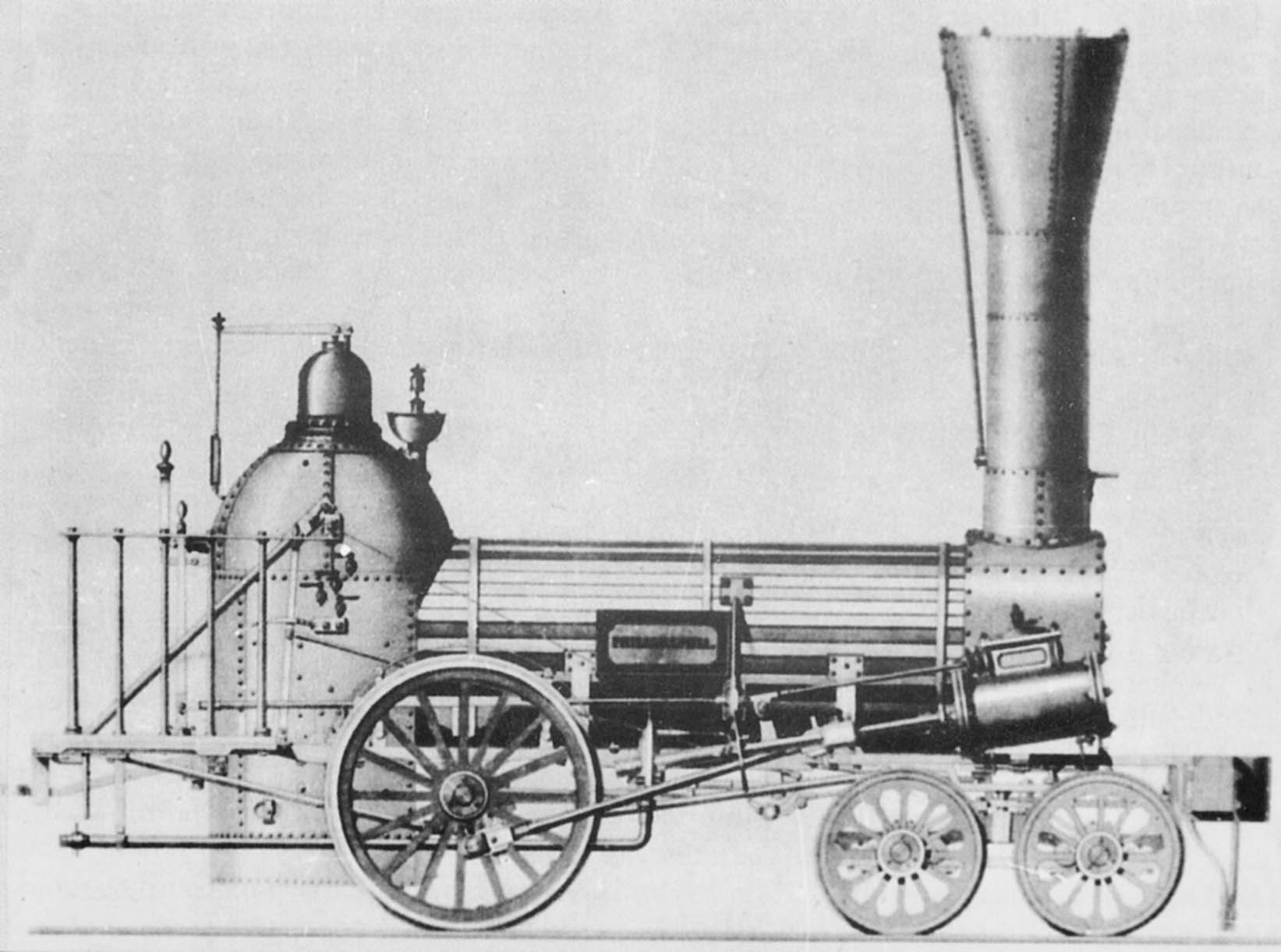
Die Philadelphia war die erste Lokomotive der WRB (1838)

Die Wien-Raaber-Eisenbahn (WRB), zeitweise als Wien-Gloggnitzer-Eisenbahn (WGB) bezeichnet, war eine Eisenbahngesellschaft in der Frühzeit der Eisenbahn in Österreich. Sie baute und betrieb die Eisenbahnstrecken der heutigen Südbahn, Ostbahn, der Laxenburger Bahn sowie der Bahnstrecke Wiener Neustadt–Sopron und gründete die Lokomotivfabrik der Staatseisenbahn-Gesellschaft.

## Geschichte

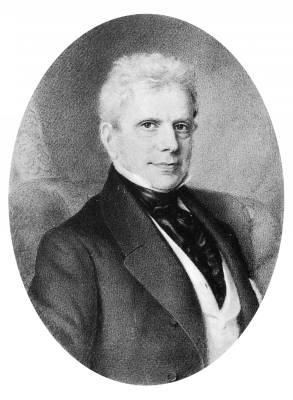
Georg Simon von Sina

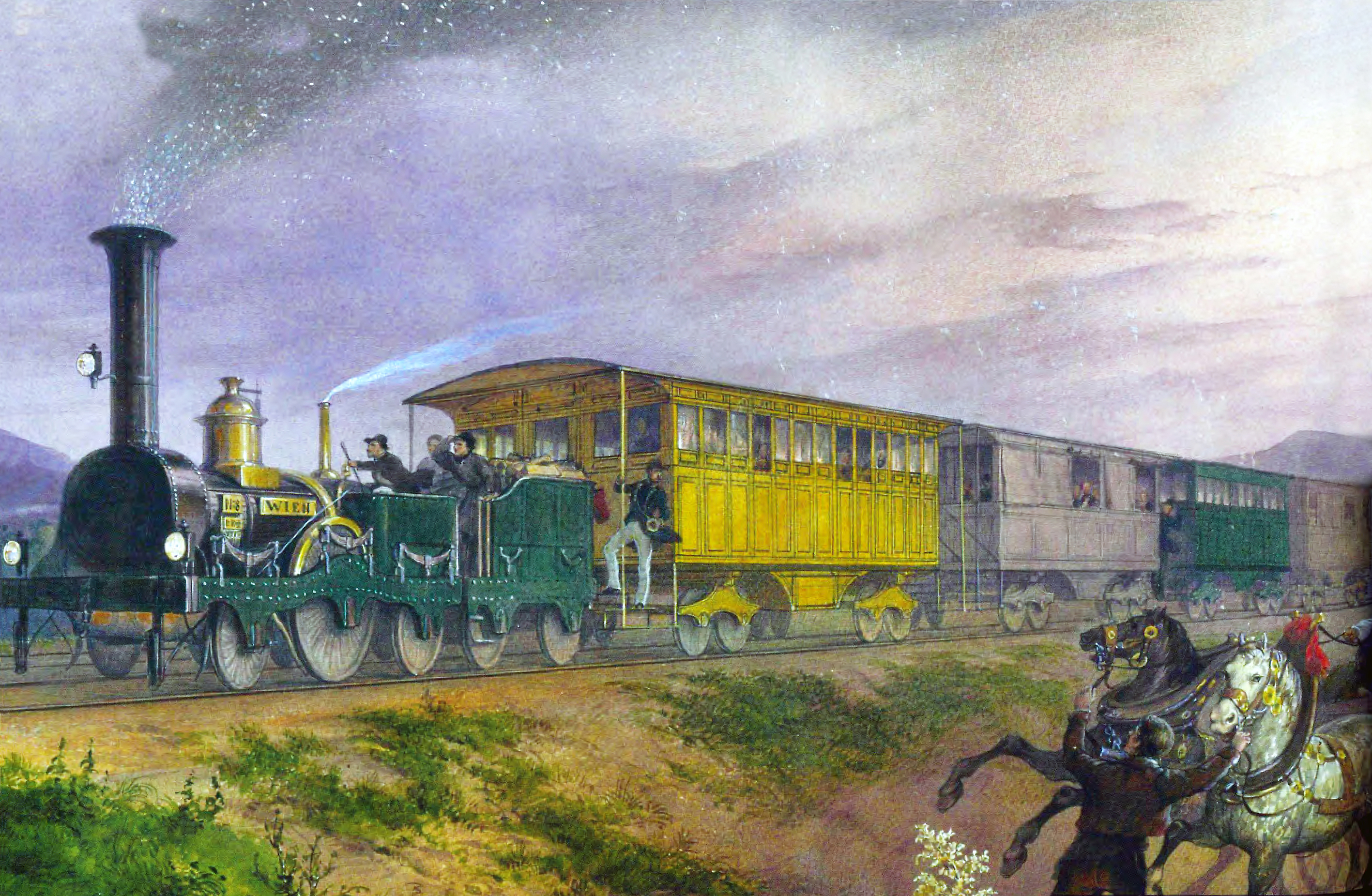
WRB-Zug bei Baden (1847), gezogen von der Lokomotive Wien. Gemälde von Leander Russ

Um das Verkehrsangebot gegenüber der nur bedingt schiffbaren Donau zu verbessern, beauftragte der Unternehmer Georg Simon von Sina den Ingenieur Matthias Schönerer mit den Planungen für eine Eisenbahn von Wien über Schwechat und Bruck an der Leitha (hier verlief bis 1921 die Grenze zwischen Niederösterreich und Ungarn) nach Raab (Győr) mit einer Abzweigung in das bis 1918 ungarische Pressburg (Bratislava). Ebenso plante er eine weitere Strecke von Wien über Wiener Neustadt und Ödenburg nach Raab. 1836 beantragte Sina für diese Strecken bei der kaiserlichen Regierung die Bewilligung für Vorarbeiten.
Mit allerhöchster Entschließung vom 2. Jänner 1838 erhielt Sina eine vorläufige Baubewilligung für die beantragten Bahnstrecken, aber kein ausschließliches Privileg. Am 20. März 1838 gründete Sina ein Komitee, das bis zur Bildung einer Aktiengesellschaft aus finanziell bereits tätig gewordenen Subskripten bestand.
Am 18. Juni 1838 erfolgte die Ermächtigung zur Gründung der Gesellschaft, am 30. September 1838 die Übertragung der auf Sina ausgestellten allerhöchsten Bewilligung auf die Aktionäre, am 6. Mai 1839 durch die k.k. vereinigte Hofkanzlei die Bestätigung der Statuten der k.k. privilegirten Wien-Raaber Eisenbahn, deren Fonds 12,5 Mio. Gulden betrug. Davon befanden sich 8,5 Millionen in den Händen Sinas. Die ursprünglich vorgeschlagene Benennung Kaiser–Ferdinand–Südbahn wurde von der Regierung abgelehnt, da es bereits seit 1837 die von Salomon Rothschild kontrollierte Kaiser-Ferdinand-Nordbahn (KFNB) gab. Möglicherweise ist die Ablehnung dieser Namensgebung auf die guten Beziehungen Rothschilds zu Staatskanzler Metternich zurückzuführen. Bei der Gründung seines eigenen Bahnunternehmens saß Sina im Übrigen noch im Direktorium der KFNB.
Im April 1839 begann der Bau der südlichen Strecke unter der Leitung Schönerers, in deren Rahmen bei Gumpoldskirchen mit dem Busserltunnel der erste österreichische Eisenbahntunnel errichtet wurde. Die heutige Südbahn wurde im Mai und Juni 1841 in mehreren Etappen von Wien bis Wiener Neustadt eröffnet. Am 5. Mai 1842 wurde Gloggnitz am Fuß des Semmerings erreicht. Der Betrieb dieser bald als „Heurigen- und Ausflugsbahn“ bekannten Strecke rentierte sich nicht zuletzt aufgrund der vielen berührten Ausflugsorte südlich von Wien rasch.
Während der Bau der südlichen Strecke zügig vor sich ging, wurden die Bauarbeiten von Wien nach Bruck an der Leitha nach dem Baubeginn 1840 aufgrund der befürchteten Konkurrenz zur Ungarischen Zentralbahn von Pest nach Pressburg zunächst nur schleppend vorangetrieben. Über Strohmänner war erneut Salomon Rothschild der Initiator dieser konkurrierenden Strecke am nördlichen Donauufer mit Fortsetzung nach Gänserndorf an der Nordbahn. Obwohl bereits 15 km Unterbau der Raaber Strecke fertiggestellt waren, stellte Sina im Jahr 1842, zumal er aufgrund der aufgetauchten Konkurrenz die erwartete Rendite schwinden sah, den Antrag auf Ablösung des Bahnbaus durch den Staat. Die k.k. Regierung lehnte einen Weiterbau auf Staatskosten ab und entzog stattdessen Sina die Konzession für den Bahnbau in Richtung Ungarn. Der Staat beauftragte jedoch seine Aktiengesellschaft, die in Wien-Gloggnitzer Eisenbahn-Gesellschaft (WGB) umbenannt wurde, mit der Fortführung des Südbahnprojektes.
Da die Arbeiten an der Ungarischen Zentralbahn doch nicht planmäßig begonnen wurden, stellte Sina 1844 erneut ein Konzessionsgesuch für den Weiterbau der Raaber Bahn. Am 4. Februar 1844 erhielt er neuerlich die Konzession für den Bau der Strecke Wien–Bruck an der Leitha sowie für die Strecke Wiener Neustadt–Katzelsdorf(–Ödenburg). 1845 wurden die Bauarbeiten nach Bruck an der Leitha wieder aufgenommen, und am 12. September 1846 wurde die Strecke von Wien nach Bruck eröffnet. Der Verkehr entwickelte sich jedoch, wie von Sina befürchtet, nicht besonders und hatte mit maximal 150.000 Fahrgästen und 25.000 Tonnen Fracht nur lokalen Charakter.
Am 20. August 1847 folgte die Strecke von Wiener Neustadt nach Ödenburg. Ein Konzessionär des Ungarischen Streckenteils Katzelsdorf–Ödenburg war der ungarische Magnat und Verkehrspionier Graf Istvan Szechenyi, die Betriebsführung oblag auch hier der WGB. Ebenso führte die Gesellschaft den Betrieb auf den steirischen Staatsbahn-Strecken Mürzzuschlag–Graz (eröffnet 21. Oktober 1844) und Graz–Cilli (2. Juni 1848), die nach ihrem Initiator auch „Erzherzog Johann Bahn“ genannt wurden.

### Ende der WRB
Inzwischen hatte der Staat die Aktienmehrheit der WGB übernommen. Der Verlust der Betriebsführung auf den steirischen Strecken (1851) bedeutete für die WRB einen herben Verlust. Nach der Übernahme der Strecken Wien–Gloggnitz, Mödling–Laxenburg und Wiener Neustadt–Katzelsdorf durch die k.k. südliche Staatsbahn (1853), benannte sich die Gesellschaft wieder in Wien-Raaber Eisenbahn-Gesellschaft um. Die WRB führte zunächst weiterhin den Betrieb auf den vom Staat übernommenen Linien, konzentrierte sich jedoch zuletzt rein auf die Brucker Linie. Am 4. August 1853 erhielt die WRB die Genehmigung zum Weiterbau der Strecke über Raab nach Komárom an der Donau, der Bau wurde im August des Folgejahres begonnen. Schließlich ging die Gesellschaft am 16. November 1854 in der neugegründeten, privaten und mit französischem Kapital finanzierten Österreichisch-ungarischen Staatseisenbahngesellschaft (StEG) auf, welche die Brucker Strecke am 24. Dezember 1855 über die heutige Staatsgrenze bis Raab bzw. Komárom (10. August 1856) verlängerte.
Georg Simon von Sina erhielt einen Sitz im Verwaltungsrat der StEG.

## Fahrzeuge

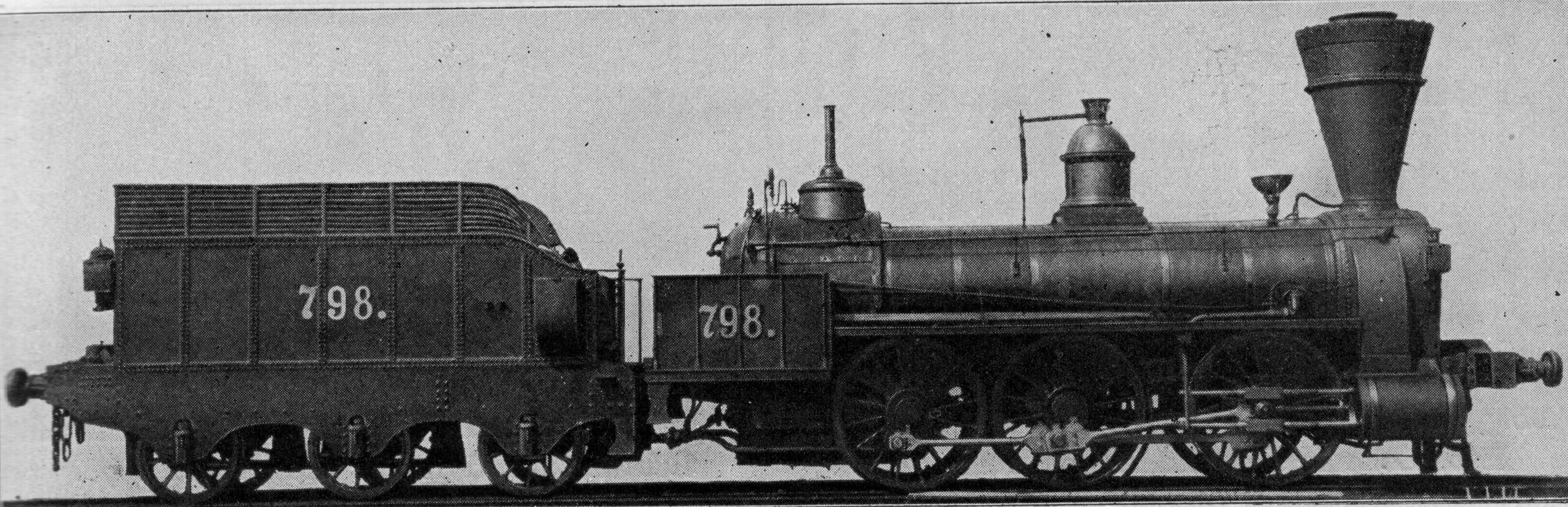
WRB Leobersdorf (1847)

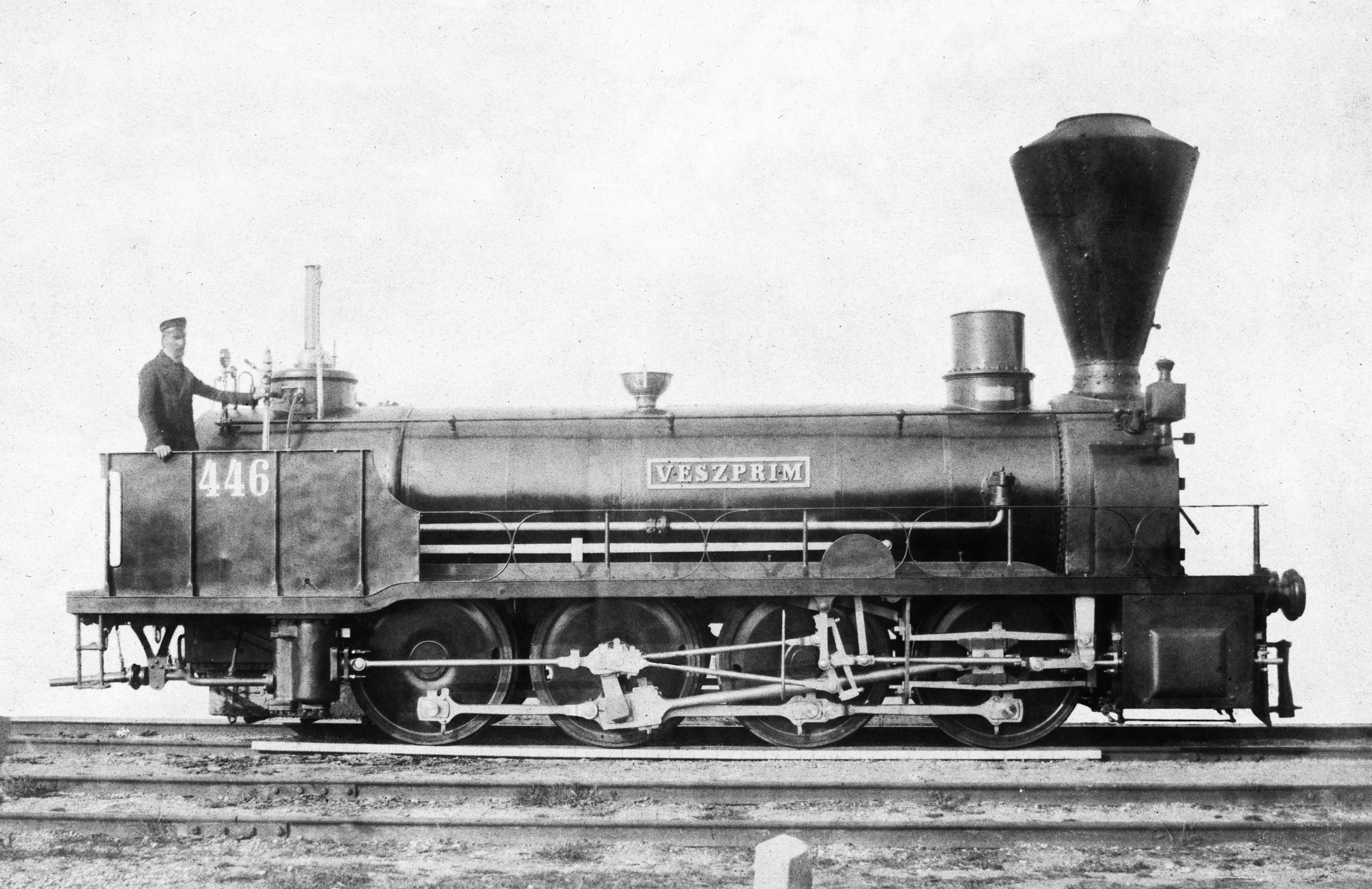
WRB Veszprem (1855)

Die Wien-Raaber-Bahn richtete unter ihrem Bauleiter Matthias Schönerer ihre eigene Maschinenfabrik ein, die spätere Lokomotivfabrik der StEG. John Haswell übernahm die Leitung dieser ersten Lokomotivfabrik Österreichs, die 1840 von Erzherzog Johann eröffnet wurde. Unter der Leitung von Haswells entwarf und lieferte die Fabrik die meisten Lokomotiven für die Raaber Bahn. Mit Stand 1842 besaß die WRB 27 Lokomotiven, 115 Personen- und 153 Güterwagen. Die Waggons waren durchgehend „amerikanischer Bauart“ mit Drehgestellen, die Personenwagen waren als Großraumwagen ausgeführt.
Die Lokomotiven der WRB zählen entwicklungsgeschichtlich zu den ältesten Lokomotiven Österreichs:
- Philadelphia (1837 von Schönerer bei Norris in Philadelphia erworben)
- Laxenburg und Baden
- Dornau bis Neustadt
- Wien II bis Altmannsdorf
- Weilburg, Brandhof und Liesing
- Ödenburg bis Semmering
- Höllenthal und Neunkirchen
- Schottwien und Thalhof
- Brunn und Gumpoldskirchen
- Adlitzgraben und Kaiserbrunn
- Bruck bis Schwechat
- Fahrafeld bis Felixdorf (erster Dreikuppler Österreicher)
- Esterház bis Liesing
- Stixenstein bis Kranichberg
- Wien-Raab bis Neusiedler See (erster Vierkuppler)

## Trivia
Die Raaber-Bahn-Gasse in Wien-Favoriten erinnert heute noch an die Gesellschaft.